# Hirkumpirkum

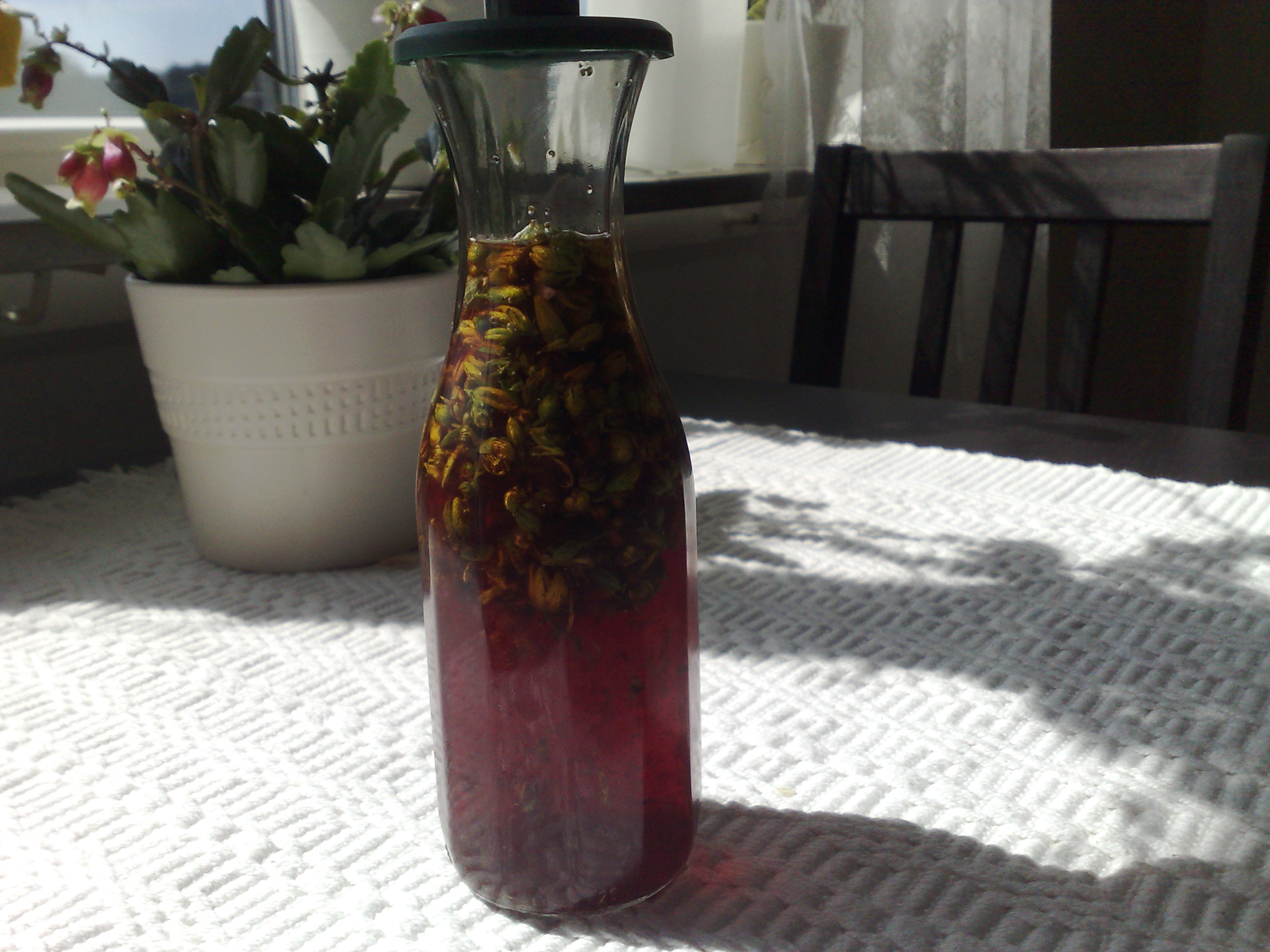
Hirkumpirkum

Hirkumpirkum eller pirkum är ett folkligt namn dels på brännvin kryddat med blomknoppar av johannesört, dels på själva växten, i egenskap av brännvinskrydda. Namnet är en förvrängning av den äkta johannesörtens latinska namn, Hypericum perforatum. Brännvinet får en röd färg av kryddningen, mer intensiv ju starkare kryddningen är, smaken kan påminna om medicin.  
Hirkumpirkum tillverkas vanligen av brukaren själv. Ett litet bränneri i Pfalz i Tyskland saluför en snaps med en alkoholhalt på 35 procent under namnet Hirkum pirkum.